# IC 1401
IC 1401 ist eine Balken-Spiralgalaxie vom Hubble-Typ SBbc im Sternbild Aquarius auf der Ekliptik. Sie ist schätzungsweise 218 Millionen Lichtjahre von der Milchstraße entfernt.
Das Objekt wurde am 5. November 1891 von Stéphane Javelle entdeckt.